# Sune Carlsson (industriman)
Sune Carlsson, född 1941, är en svensk maskiningenjör och företagsledare.
Han tog civilingenjörsexamen i maskinteknik från Chalmers tekniska högskola 1965 och arbetade en stor del av sin karriär inom ASEA/ABB fram till 1998, där han bland annat var vice VD. Han tillträdde därefter som verkställande direktör för SKF, vilket han var 1998 till 2002.
2003 blev han styrelseordförande för Atlas Copco.
Carlsson invaldes 1984 som ledamot av Ingenjörsvetenskapsakademien.